# Maccabi Tel Aviv B.C. 2001-2002
Questa voce raccoglie le informazioni riguardanti il Maccabi Tel Aviv B.C. nelle competizioni ufficiali della stagione 2001-2002.

## Stagione
La stagione 2001-2002 del Maccabi Tel Aviv B.C. è la 48ª nel massimo campionato israeliano di pallacanestro, la Ligat ha'Al.

## Roster
Aggiornato al 14 dicembre 2021
| Maccabi Tel Aviv 2001-02 | Maccabi Tel Aviv 2001-02 |
| Giocatori                | Staff tecnico            |
| ------------------------ | ------------------------ |

| N. | Naz.                                         | Ruolo | Nome               | Anno | Alt.   | Peso   |  |
| -- | -------------------------------------------- | ----- | ------------------ | ---- | ------ | ------ |  |
| 4  | Israele (bandiera)                           | AG    | Nadav Henefeld (C) | 1968 | 202 cm | 107 kg |  |
| 5  | Stati Uniti (bandiera) · Israele (bandiera)  | G     | Mark Brisker       | 1969 | 194 cm | 82 kg  |  |
| 6  | Stati Uniti (bandiera) · Israele (bandiera)  | P     | Derrick Sharp      | 1971 | 183 cm | 84 kg  |  |
| 7  | Stati Uniti (bandiera)                       | C     | Nate Huffman       | 1975 | 214 cm | 111 kg |  |
| 8  | Stati Uniti (bandiera)                       | G     | Anthony Parker     | 1975 | 198 cm | 95 kg  |  |
| 9  | Israele (bandiera)                           | AG    | Gur Shelef         | 1974 | 201 cm |        |  |
| 10 | Israele (bandiera)                           | GA    | Tal Burstein       | 1980 | 198 cm | 95 kg  |  |
| 11 | Israele (bandiera)                           | G     | Yotam Halperin     | 1984 | 192 cm | 88 kg  |  |
| 12 | Israele (bandiera)                           | AC    | Yoav Saffar        | 1975 | 206 cm |        |  |
| 13 | Jugoslavia (bandiera) · Israele (bandiera)   | C     | Radisav Ćurčić     | 1965 | 207 cm | 125 kg |  |
| 13 | Croazia (bandiera)                           | C     | Nikola Vujčić      | 1978 | 211 cm | 108 kg |  |
| 14 | Stati Uniti (bandiera) · Slovenia (bandiera) | P     | Arriel McDonald    | 1972 | 190 cm | 88 kg  |  |
| 16 | Israele (bandiera)                           | G     | Regev Fanan        | 1981 | 183 cm |        |  |
| -  | Turchia (bandiera)                           | C     | Hüseyin Beşok (IN) | 1978 | 211 cm | 120 kg |  |

| Allenatore                                                            |
| - / David Blatt                                                       |
| Assistente/i                                                          |
| - Charles Barton Legenda - (C) Capitano - (IN) Inattivo - Infortunato |

## Mercato

### Sessione estiva
| Acquisti | Acquisti      | Acquisti         | Acquisti   | Acquisti |
| R.       | Nome          | da               | Modalità   |          |
| -------- | ------------- | ---------------- | ---------- | -------- |
| C        | Nikola Vujčić | Spalato          | definitivo |          |
| AC       | Yoav Saffar   | Hap. Galil Elyon | definitivo |          |
| C        | Hüseyin Beşok | Efes Pilsen      | definitivo |          |

| Cessioni | Cessioni         | Cessioni         | Cessioni       | Cessioni |
| R.       | Nome             | a                | Modalità       |          |
| -------- | ---------------- | ---------------- | -------------- | -------- |
| C        | David Sternlight |                  | fine contratto |          |
| A        | Velibor Radović  | Maccabi Ra'anana | fine contratto |          |
| AP       | Elad Savion      | Bnei Herzliya    | fine contratto |          |

### Dopo l'inizio della stagione
| Acquisti | Acquisti | Acquisti | Acquisti | Acquisti |
| R.       | Nome     | da       | Data     | Modalità |
| -------- | -------- | -------- | -------- | -------- |

| Cessioni | Cessioni      | Cessioni | Cessioni        | Cessioni |
| R.       | Nome          | a        | Data            | Modalità |
| -------- | ------------- | -------- | --------------- | -------- |
| C        | Nikola Vujčić | ASVEL    | 21 ottobre 2001 | prestito |